# أحمد رجب صقر
أحمد رجب منصور صقر (8 مايو 1963 -) هو رسام وفنان تشكيلي مصري، أستاذ الفنون الكتاب بقسم الجرفيك بكلية الفنون الجميلة - جامعة المنيا ثم أصبح عميداً لها عام 2011م، شارك بأعماله في العديد من المعارض المحلية والدولية وحاز على الجائزة الأولى والميدالية الذهبية في بينالى القاهرة الدولى الخامس في العمل الفنى المركب 1995م. وجائزة اقتناء ترينالى الجرافيك الثاني عشر - ألمانيا الاتحادية 1999م، ومن أشهر أعماله: عطر دماء الشهداء وجدارية من الأقصر وغيرها.

## تعليمه ودراسته
- درس النحت بالقسم الحر بكلية الفنون الجميلة بالقاهرة 1984م.
- بكالوريوس كلية الفنون الجميلة قسم الجرافيك - شعبة رسوم متحركة وفن الكتاب جامعة حلوان. 1987م.
- ماجستير الفنون الجميلة - تخصص جرافيك - فن كتاب - (المخطوطات الإسلامية كصورة مبكرة لفنون الكتاب) دراسة تاريخية تحليلية - كلية الفنون الجميلة بالقاهرة - جامعة حلوان - 28/ 4/ 1992.
- درس كيفية الحصول على أعمال فنية عن طريق الورق اليدوى وعجائنه جامعة إيرفورت - ألمانيا 1996م.
- درس طباعة الليثوجراف بتوسع وحصل على شهادة بذلك - جامعة إيرفورت - ألمانيا 1996 - 1997 م.
- حصل على درجة دكتوراه فلسفة فن الجرافيك - فن كتاب (لغة تشكيلية معاصرة لفنون الكتاب من خلال الفنون الإسلامية) بكلية الفنون الجميلة بالقاهرة - جامعة حلوان- بالمشاركة مع كلية الفنون بجامعة إيرفورت بألمانيا (قام بإنهاء الجزء النظرى بمصر والجزء العملى بألمانيا) فبراير 1998.

## العضوية
- عضو نقابة الفنانين التشكيليين.
- عضو الجمعية الأهلية للفنون الجميلة.
- عضو جمعية محبى الفنون الجميلة.
- عضو جمعية خريجى الفنون الجميلة.
- عضو مؤسس للجمعية المصرية للفنون التشكيلية.
- عضو مؤسس لجمعية فنانى أوروبا آسن / ألمانيا.

## الوظائف والمناصب
- معيداً بقسم الجرافيك بكلية الفنون الجميلة بجامعة المنيا 21/ 2/ 1988.
- مدرس مساعد بقسم الجرافيك بكلية الفنون الجميلة بجامعة المنيا 7/ 6/ 1992.
- مدرس بقسم الجرافيك بكلية الفنون الجميلة بجامعة المنيا 31/ 3/ 1998.
- أستاذ مساعد بكلية الفنون الجميلة قسم الجرافيك جامعة المنيا 25/ 2/ 2003.
- مشرفا لقسم الرسوم المتحركة بكلية الفنون الجميلة بجامعة المنيا 18/ 9/ 2004 .
- أستاذاً مشاركاً بقسم التصميم الجرافيكى - جامعة عمان الأهلية - الأردن 10/ 2006
- أستاذ الفنون الكتاب بقسم الجرفيك بكلية الفنون الجميلة - جامعة المنيا 26/ 2/ 2008 .
- عميد كلية الفنون الجميلة - جامعة المنيا منذ نوفمبر 2011.

## المعارض الخاصة
- أقام 41 معرضا خاصا في التصوير والرسم والحفر والأعمال المركبة منها:
- معرض بقاعة مسرح محمد الخامس بالرباط.
- معرض بقاعة فاجنر بفيينا.
- معرض بقاعة البيت الآسيوي بأيرفورت وقاعة المكتبة الإقليمية بأيرفورت - نادى السينما بأيرفورت وأكثر من معرض بكلية الفنون والتربية بأيرفورت وقاعة مسرح ارن اشتات بألمانيا.
- معرض بأتيليه الجرافيك بكلية الفنون الجميلة 1985 (كولاج + رسم).
- معرض بأتيليه الجرافيك بكلية الفنون الجميلة 1986 (رسم + حفر).
- معرض بقصر ثقافة الغورى الفنون الجميلة (رسم - حفر) 1986 .
- معرض بأتيلييه الجرافيك بكلية الفنون الجميلة (حفر) 1987 .
- معرض بقصر ثقافة شبين الكوم 1988 .
- معرض بقصر ثقافة قويسنا 1988 .
- معرض بقصر ثقافة المحلة الكبرى نوفمبر 1988 .
- معرض بقصر ثقافة طنطا ديسمبر 1988 .
- معرض بقصر ثقافة العريش (جواش ـ رسم شينى ـ حفر) 1989 .
- معرض بقصر ثقافة المنيا (جواش ـ حفر) 1989 .
- معرض بقصر ثقافة اسيوط (جواش ـ حفر ـ رسم) 1990 .
- معرض بقاعة إخناتون (3) بمجمع الفنون بالزمالك (رسم شينى ـ كولاج ـ حفر) 1990 .
- معرض بقصر ثقافة الانفوشى بالإسكندرية (حفر ـ رسم شينى ـ كولاج) 1990، 1991 .
- معرض بالمركز الثقافى الإسبانى بالقاهرة 1993 .
- معرض بمجمع الفنون قاعة الأعمال الصغيرة (صالة 5) 1994 .
- معرض بقاعة إخناتون 2 عام 1994 .
- معرض بالمركز المصري للتصميم بمصر الجديدة 1995 .
- معرض بقاعة محمد الخامس - الرباط - المغرب 1995.
- معرض بجاليرى (صالة واحد) كلية الفنون - جامعة إيرفورت - ألمانيا 1996 .
- معرض بجاليرى (آسيا هوس) البيت الآسيوي - إيرفورت ألمانيا 1996.
- معرض خاص مهرجان الأسبوع الأوروبى جامعة ايرفورت -ألمانيا 1996
- معرض بجاليرى المكتبة الإقليمية - إيرفورت - ألمانيا 1997.
- معرض بجاليرى مسرح آرن أشتات - ألمانيا 1997 .
- معرض بجاليرى نادى السينما - إيرفورت - ألمانيا 1997 .
- معرض بجاليرى الفن - زالفاهيلد - ألمانيا 1997 .
- معرض بقاعة اكسترا 1998 .
- معرض بالهيئة العامة لقصور الثقافة 1999 .
- معارض متجولة بقصر ثقافة الانفوشى بالإسكندرية 1999 .
- معرض بمتحف كلية الفنون الجميلة جامعة المنيا 2000 .
- معرض بقاعة أخناتون (1) مجمع الفنون بالزمالك 2000 .
- معرض بقاعة اكسترا 2001 .
- معرض بقاعة المعارض بمبنى دار الوثائق القومية 2001 .
- معرض بالهيئة العامة بقصور الثقافة 2002 .
- معرض متجول بقاعات العرض الخاصة بهيئة قصور الثقافة ببور سعيد والمنصورة - بقصر ثقافة المنصورة 2002 .
- معرض بقاعة اكسترا 2002 .
- معرض بقاعة اكسترا 2004 .
- معرض بقاعة (مك) متحف الآداب وفنون المسرح - سراييفو - البوسنة والهرسك 2005 .
- معرض بقاعة اكسترا 2005 .
- معرض بجاليرى الفن - زالفاهيلد - ألمانيا 2005 .
- معرض بمبنى الإذاعة والتليفزيون الألمانى (الدويتش فيله) ببرلين بألمانيا الموحدة 2007 .
- معرض بقاعة أكسترا بالزمالك 2008 .
- معرض (أيقونات زرقاء) بقاعة الكحيلة - المهندسين 2009 .
- معرض بعنوان (العطر) بقاعة اكسترا بالزمالك مارس 2011 .
- معرض بعنوان (ميادين الحب) بجاليرى إكسترا بالزمالك نوفمبر 2012
- معرض بعنوان (جداريات الأقصر) بقاعة اكسترا بالزمالك أبريل 2014.
- معرض بعنوان (جداريات من الأقصر) بمدينة اسن - ألمانيا أغسطس 2014.

## المعارض الجماعية المحلية
- شارك في دورات المعرض القومى العام من 1988 حتى 1999 .
- شارك في معارض جامعة حلوان 1985- 1986 - 1987 .
- معارض الجمعية الأهلية للفنون الجميلة - 1985 إلى 1991، 1999.
- شارك في المجلس الأعلى للشباب والرياضة المسابقة القومية 1985 : 1995 .
- شارك في المعارض بالمدينة الجامعية بالجيزة 1985، 1986 .
- معرض جماعى بقصر ثقافة الزقازيق 1987 .
- معارض أعضاء هيئة التدريس - جامعة المنيا 1991-1992-1993 -1994-2000 - 2002.
- صالون الشباب الأول 1989، الثاني 1990، الثالث 1991.
- معرض الطلائع الثلاثون - جمعية محبى الفنون الجملية 1991 .
- صالون الشباب الرابع 1992، الخامس 1993، السادس 1994 .
- معارض أتيليه جرافيك بكلية الفنون الجميلة بالقاهرة.
- معرض مصر في عيون الفنانين - بقاعة شاديكور 1999 .
- صالون الأعمال الفنية الصغيرة الثالث 1999، الرابع 2000 .
- معرض (الجولف) بمنتجع مرتفعات القطامية 2001 .
- المعرض القومى للفنون التشكيلية الدورة (27) 2001 .
- صالون الأعمال الفنية الصغيرة الخامس 2002 .
- المعرض القومى للفنون التشكيلية الدورة (28) 2003 .
- صالون الأعمال الفنية الصغيرة السادس 2003 .
- معرض فنانى الملتقى بأتيلييه الإسكندرية مايو 2004 .
- معرض فنانى الملتقى بقاعة المعارض بمركز الإسكندرية للابداع أكتوبر 2004 .
- المعرض الأول للجمعية المصرية للفنون التشكيلية واستخدامات الجرافيك 2004 .
- صالون الأعمال الفنية الصغيرة السابع 2004 .
- صالون النيل الخامس للتصوير الضوئي 2004 .
- معرض نجوم الصالون بمجمع الفنون بالزمالك 2004 .
- معرض مختارات من فن الجرافيك المصري في القرن العشرين - مكتبة الإسكندرية 2004 .
- معرض فن الجرافيك القومى الدورة الثالثة 2005 .
- المعرض القومى للفنون التشكيلية الدورة (29) 2005 .
- معرض فنانى الملتقى بنقابة الصحفيين 2005 .
- معرض الفن التشكيلى المقام بتمويل من اتحاد الصناعات والغرف الصناعية بقاعة الهناجر - أرض المعارض بالأوبرا 10- 19/ 7/ 2005 .
- صالون القطع الصغيرة المستديرة بقاعة بورترية بوسط القاهرة 2006.
- معرض الفنون التشكيلية المصاحب لمعرض INDOORS 11 بمركز القاهرة الدولى للمؤتمرات 2006.
- معرض مئوية الفنون الجميلة بقصر الفنون.2008 .
- معرض أعضاء هيئة التدريس بمناسبة العيد الفضى لكلية الفنون الجميلة بالمنيا 2008 .
- المعرض العام للفنون التشكيلية الدورة (34) 2012 .
- المعرض العام للفنون التشكيلية الدورة (35) مايو 2013 .
- المعرض العام للفنون التشكيلية الدورة (36) يونيو 2014 .
- معرض حصاد (25 عام) من صالون الشباب نوفمبر 2014 .

## المعارض الجماعية الدولية
- معرض الفنانين الشبان بالأكاديمية المصرية بروما - إيطاليا 1990.
- بينالى سابور الدولى للحفر باليابان 1993 .
- معرض جماعى كلية التربية والموسيقى - طرابلس - ليبيا 1993.
- مهرجان الفرانكوفونية بباريس 1994 .
- مهرجان الرباط للفنون بالمغرب 1995 .
- بينالى القاهرة الدولى الخامس 1995 .
- معرض أعضاء هيئة التدريس بكلية الفنون- جامعة ايرفورت - بألمانيا 1996.
- دعوة من فيلا رومانا (بيت الفنانين الألمان) بفلورنسا بإيطاليا أبريل 1996.
- معرض طلبة الدراسات العليا بكلية الفنون بإيرفورت بألمانيا - قاعة الفن - جامعة (IUFM) بباريس - فرنسا 1996 .
- المشاركة في مهرجان الفنون بمدنية مينتز - فرانكفورت - بألمانيا 9/ 1996.
- سمبوزيوم الفنون الأول - عالم صغير عالم كبير بكلاينبر يتنباغ - آرن أشتات - ألمانيا - سبتمبر 1997 .
- دعوة من كلية الفنون والتربية بجامعة براتسلافا سلوفكيا 1997 .
- المشاركة في سمبوزيوم الرسم الثاني بموناكو- افنيون جنوب فرنسا أكتوبر 1997.
- بينالى الأعمال الصغيرة برومانيا 1998، 2000.
- بينالى الأعمال الصغيرة ببولندا 1998، 2000 .
- بينالى الجرافيك الـ 12 بمدينة فريشين ألمانيا 1999 .
- ترينالى مصر الدولى الثالث لفن الجرافيك 1999.
- معرض الفنانون المصريون الشباب بدولة الإمارات 1999.
- بينالى الأعمال الصغيرة للحفر - كرواتيا 1999.
- بينالى القاهرة الدولى الخامس للخزف 2000 .
- معرض الفن التشكيلى المصري المعاصر - قازاخستان 2001 .
- المشاركة في سمبوزيوم الفنون الدولى الثالث بمدينة كارى - رومانيا يونيو 2000، 2001 - بودابست المجر 2001، 2002 .
- معرض الفن المصري الحديث والعمارة وصور للحفريات المصرية - مدينة لاهور - باكستان 2001 .
- سمبوزيوم الفنون الثالث بمدينة آسن (ESSN) ألمانيا الاتحادية 2002 .
- بينالى الإسكندرية الثاني والعشرون لدول البحر المتوسط 2003 .
- بينالى مقدونيا للأعمال الصغيرة 2003 .
- معرض فن الجرافيك المصري المعاصر الموازى لفاعليات ترينالى مصر الدولى الرابع لفن الجرافيك - بمكتبة الإسكندرية 2003 .
- السمبوزيوم الدولى الأول للفنانين الأوروبيين آسن - ألمانيا - أبريل 2003 .
- معرض الجرافيك لجماعة فنانى أوروبا - فنلندا 2003 .
- معرض جماعة فنانى أوروبا بمتحف مدينة أنرآس - النمسا 2003.
- السمبوزيوم الدولى الثاني للفنانين الأوروبيين -آسن - ألمانيا - أبريل 2004 .
- السمبوزيوم الدولى الثالث للفنانين الاوربيين يوليو 2004 .
- سمبوزيوم الفنون بمدينة فيريانيا ـ إيطاليا 2004 .
- سمبوزيوم الفنون بمدينة سان ميشل النمسا 2004 .
- سمبوزيوم الفنون في بولانا ـ سلوفاكيا - أكتوبر 2004 .
- معرض مصر - إيطاليا (لقاء ثقافات 2003/ 2004) معرض متجول بعدة مدن إيطالية.
- سمبوزيوم الفنون الخامس لفنانى أوروبا - مدينة ليوبن - النمسا 16 -22/ 5 / 2005 .
- بينالى خيال الكتاب الدولى الثاني بمكتبة الإسكندرية 2005 .
- معرض الفن المصري المعاصر بالخرطوم - السودان 2005 .
- شارك في سمبوزيوم الفنون السادس - متحف الجونة - الغردقة (فنانى أوروبا) 6 - 18/ 2 / 2006 .
- شارك في سمبوزيوم الفنون السابع (فنانى أوروبا) آسن - ألمانيا من 9 -23/ 4 / 2006 .
- المشاركة في سمبوزيوم الفنون العاشر (كلينبريتنباخ) بألمانيا 2006 .
- شارك في سمبوزيوم الفنون العاشر - عالم صغير عالم كبير بكلاينبر يتنباغ 2006 .
- معرض ورق بلا حدود - فنانى أوروبا بادرايبورج - بولندا 2006.
- شارك سمبوزيوم الفنون الثامن (فنانى أوروبا) تينريفا - جزر الكناري - إسبانيا 9 - 17/ 9 / 2006 .
- معرض آرت 20 - بودابست - المجر 2006 .
- معرض أعضاء هيئة التدريس بقسم التصميم الجرافيكى - جامعة عمان الأهلية 2007 .
- شارك في سمبوزيوم الفنون العاشر (فنانى أوروبا) عمان - الأردن 2007 .
- شارك في سمبوزيوم الفنون الحادي عشر (فنانى أوروبا) آسن - ألمانيا 9 -23/ 4 / 2007 .
- شارك في سمبوزيوم الفنون بنوفاساد - صربيا والجبل الأسود - 8/ 2007 .
- معرض الفن العربي - طوكيو - اليابان 2007 .
- معرض آرت 20 - ستارت جاليرى - ليوبن - النمسا 2007.
- سمبوزيوم الفنون الخامس عشر (فنانى أوروبا) آسن - ألمانيا 10/ 2008 .
- معرض المهرجان العربي الأول للأعمال الفنية الصغيرة -مركز الملك عبد العزيز الثاني - جدة 2008 .
- شارك في سمبوزيوم الفنون الحر الثالث بالاشتراك مع آتيليه برندار - النمسا - أبريل 2010 .
- شارك في سمبوزيوم الفنون الحر الثالث بالاشتراك مع اتيليه برندار - النمسا - أبريل 2010 .
- شارك في سمبوزيوم الفنون العاشر - تحت مسمى النقاء - مركز ايتو التعليمى - مدينة هاميلينا - بفنلندا - يونيو 2010 .
- شارك في سمبوزيوم فنانى أوروبا - آسن - ألمانيا 28 /8 : 11/ 9 /2011 .
- شارك في سمبوزيوم لودفيج الـ 19 الفنية الدولية التي أقيمت ببلدة نوتكنتشا - المجر (تم تكريمة بإعطائه الدبلومة الشرفية للأكاديمية الفنية) 2011 .
- شارك في سمبوزيوم فنانى أوروبا - آسن - ألمانيا 12 /8 : 26/ 8 2012 .
- ملتقى الأقصر الدولى الخامس للتصوير بالأقصر نوفمبر 2012 .
- شارك في سمبوزيوم لودفيج الـ 20 الفنية الدولية التي أقيمت ببلدة نوتكنتشا - المجر - المجر 2012 .[3]

## المهام التي كلف بها والاسهامات العامة
- شارك في توصيف الأعمال الفنية الخاصة بمركز المؤتمرات مع الدكتور صبحى الشارونى.
- عضو وفد المبعوثين المصريين بألمانيا - مؤتمر المبعوثين الثاني - الإسكندرية بحضور السيد رئيس الجمهورية 8 /1996.
- شارك في إعداد أعمال ورسومات خاصة لمتحف الطفل مع الدكتور /أحمد نوار
- عضو لجنة تحكيم المسابقة القومية للفنون التشكيلية (مستوى الجامعات) بالمجلس الأعلى للشباب والرياضة 4/ 2001 .
- عضو لجنة تحكيم مسابقة الملصق (العام العالمى للتطوع) بالمجلس الأعلى للشباب والرياضة 3/ 2001 .
- عضو لجنة التحكيم بصالون الشباب الخامس عشر 2003 .
- شارك في إعداد دليل الشباب الأول مع الدكتور / صبحى الشارونى.
- منتدب للإشراف على قسم الجرافيك بمركز الفنون بمدينة 15 مايو - والتابع لوزارة الثقافة 2003 .
- عضو لجنة التحكيم لصالون الشباب الحادي عشر 1999 والخامس عشر 2003 .
- قوميسير عام صالون الشباب السادس عشر 9 / 2004 .
- رئيس لجنة توصيف وتوثيق الأعمال الجرافيكية المهداه والمقتناة من المعارض الدولية والمحلية الخاصة بمتحف الجرافيك المزمع إقامته 2004.
- عضو اللجنة العليا المنظمة لترينالى مصر الدولى الرابع لفن الجرافيك ورئيس الندوة الدولية المصاحبة له 2004 .
- عضو لجنة إعداد الكتاب الموسوعى لفن الجرافيك المصري بقطاع الفنون التشكيلية بوزارة الثقافة 2004 .
- عضو اللجنة العليا للدراسة البحثية للفنون بمركز الفنون المعاصرة بمدينة 15 مايو والتابع لقطاع الفنون التشكيلية 2004 .
- عضو اللجنة العليا المنظمة لترينالى مصر الدولى الخامس لفن الجرافيك
- مستشار رئيس تحرير مجلة بورتريه.
- عضو لجنة المقتنيات بقطاع القنون التشكيلية بوزارة الثقافة 2011 .
- عضو بالكثير من اللجان الخاصة بوضع الخطط والاستراتيجيات بجامعة المنيا 2011 .

## الجوائز المحلية
- الجائزة الأولى (تصوير) في المدينة الجامعية 1985.
- الجائزة الثالثة (رسم) معرض جامعة حلوان 1985 .
- ميدالية فضية - جائزة تشجيعية (حفر) معرض جامعة حلوان 1986 .
- الجائزة الأولى، الثانية حفر المسابقة القومية للشباب والرياضة 1986.
- الجائزة الأولى تشجيعية تصوير الصالون الأول 1989 .
- الجائزة الأولى ديكور مسرح مهرجان الفرق القومية لهيئة قصور الثقافة بورسعيد 1990 .
- الجائزة الأولى تشجيعة (رسم)في صالون الشباب الثاني 1990 .
- الجائزة الثالثة (عمل مركب) في صالون الشباب الثالث 1991، الرابع 1992 .
- الجائزة الأولى (رسم)على مستوى الخريجين -المجلس الأعلى للشباب والرياضة 1992.
- الجائزة الثانية (نحت بارز) معسكر شاطئي بورسعيد للمتميزين فنيا 1992.
- جائزة تشجيعية، الجائزة الأولى حفر المجلس الأعلى للشباب والرياضة 1993 .
- الجائزة الأولى (تصوير) الهيئة العامة لقصور الثقافة 1993.
- الجائزة الأولى (عمل مركب)في صالون الشباب الخامس 1993، السادس 1994 .
- الجائزة الثالثة حفر المجلس الأعلى للشباب والرياضة 1995.
- جائزة الدولة التشجيعية في الجرافيك عام 2001 .
- تكريم من هيئات بالدولة:
- تم تكريمه بمناسبة المعرض التكريمى الأول للفنانين فوق الـ 35 عام في صالون شباب العالم 1998 .
- تم تكريمه بمناسبة مرور 25 عام على أسبوع شباب الجامعات من وزارة الشباب والرياضة 1998.
- حصل على العديد من شهادات التقدير من جامعة حلوان - المنيا -المجلس الأعلى للشباب والرياضة -الهيئة العامة لقصور الثقافة - وزارة الثقافة.
- تم تكريمه من وزير التعليم العالي والبحث العلمي في عيد العلم والعطاء الأول - جامعة المنيا 2004 .
- تم تكريمه في صالون الشباب السادس عشر في معرض نجوم صالون الشباب للدورات السابقة - مجمع الفنون بالزمالك 2004 .[6]
- جائزة الدولة للتفوق (2020).[7]

## الجوائز الدولية
- الجائزة الأولى والميدالية الذهبية في بينالى القاهرة الدولى الخامس في العمل الفنى المركب 1995 .
- جائزة اقتناء ترينالى الجرافيك الثاني عشر - مدينة فريشين - ألمانيا الاتحادية 1999.
- الجائزة الكبرى وأوسكار (منار الإسكندرية) في بينالى الإسكندرية الثاني والعشرون لدول البحر المتوسط 2003 .

## وصلات خارجية
- موسوعة صالون الشباب الجزء الأول اعداد الدكتور/صبحى الشارونى 1994 إصدار قطاع الفنون التشكيلية.